# Tremelo
Tremelo is een plaats en gemeente in de provincie Vlaams-Brabant in België, in de Zuiderkempen. De gemeente telt ruim 15.000 inwoners en bestaat uit twee deelgemeenten: Tremelo en Baal. Tremelo is vooral bekend als geboorteplaats van de Heilige pater Damiaan.

## Toponymie
De eerste vermelding van Tremelo stamt uit het jaar 1125. "Tremelo" is van oorsprong een bosnaam, daar het achtervoegsel "lo" verwijst naar een bos. Over de betekenis van het eerste naamdeel is er echter geen zekerheid. Zo zou ter eme "aan de weide" kunnen betekenen, al zou "emme ook via een klankverschuiving kunnen komen van de meisjesnaam Amma. Een derde mogelijke verklaring is dat de naam komt van "Ter Ramelo", verwijzend naar een bos bij de Raambeek.

## Geschiedenis
De huidige gemeente Tremelo bestond oorspronkelijk uit gehuchten zoals Veldonk, Kruis, Bollo en Ninde, met de huidige dorpskern van Tremelo als kleiner centraal gelegen gehuchtje, waarschijnlijk ontstaan in een open plek tussen de vele omringende bossen. In de vroege Middeleeuwen was Tremelo afhankelijk van de graven van Aarschot en de Berthouts. Gedurende de 12de eeuw kwam het gebied echter onder de controle van de hertog van Brabant. Vanaf de 13de eeuw werd Tremelo onderdeel van het rechtsgebied van de heren van Rotselaar.
In 1489 werd het gebied zwaar getroffen door de Bourgondische Successieoorlog. Mechelse troepen verwoestten de gehuchten van het huidige Tremelo, evenals Werchter en Haacht, als vergelding voor hun steun aan Maximiliaan van Oostenrijk. Een tweede verwoesting vond plaats in 1542 tijdens de Habsburg-Franse oorlogen toen de troepen van Maarten van Rossum het gebied overmeesterden (Brabantse Veldtocht), waarbij niet alleen huizen werden vernield, maar ook de Tremelose wijngaarden en andere landbouw in brand werden gestoken.
Simon Wouters, geboren in 1734 in Veldonk, speelde een belangrijke rol in de geschiedenis van Tremelo. Na zijn toetreding tot de abdij van Park in Heverlee werd hij in 1778 abt. Hoewel de gehuchten in Tremelo hun eigen kapellen hadden, moesten de inwoners nog steeds naar Werchter voor de mis en andere kerkdiensten, wat vooral in de winter door overstromingen moeilijk was. De inwoners eisten daarom een nieuwe kerk, omdat de kapellen bovendien verwaarloosd waren. Ze spanden een proces aan tegen Wouters omdat hij de bouw van de kerk weigerde. Hij verloor het proces en de bouw werd toegestaan.
De kerk werd oorspronkelijk niet in het grootste gehucht Kruis, maar in het centrale molengehucht Tremelo gebouwd, zodat de bewoners van de omliggende gehuchten een gelijke afstand tot de kerk hadden. De abdij kocht het terrein van Petrus Van Uytvinck, die als eerste op het kerkhof werd begraven. De bouw begon in 1781 en werd in 1783 voltooid, in sobere stijl, met de pastorij ernaast. Deze dient nu als voorgebouw van het gemeentehuis.
De kerk, toegewijd aan de Heilige Maagd Maria en Sint-Barbara, markeerde niet alleen de religieuze ontwikkeling van Tremelo, maar ook de symbolische stap richting zelfstandigheid. Na de oprichting van de kerk in 1783 werd Tremelo een zelfstandige parochie, hoewel het nog onderdeel bleef van de gemeente Werchter. Pas na jaren van discussie, onderhandelingen en juridische procedures werd Tremelo op 12 mei 1837 officieel een onafhankelijke gemeente.
Tijdens de napoleontische bezetting in 1809 werd de kerk van Tremelo geplunderd, zoals gebeurde met veel kerken in de regio, als onderdeel van Napoleons secularisatiebeleid.
In 1840 werd Pater Damiaan geboren in het gehucht Ninde. Hij werd beroemd door zijn werk met leprapatiënten op Hawaï. Hij wijdde zijn leven aan het verzorgen van de zieken wat hem wereldwijd tot een symbool van naastenliefde maakte. Damiaan werd heilig verklaard door paus Benedictus XVI op 11 oktober 2009. In Ninde werd zijn geboortehuis omgevormd tot een museum ter nagedachtenis aan zijn leven en werk.
Tijdens de Eerste Wereldoorlog werd Tremelo zwaar getroffen door de Duitse bezetting, waarbij meer dan 200 huizen in brand werden gestoken. Na de oorlog begon de heropbouw en keerde de rust weer terug.
In de jaren 1930, tijdens het interbellum, waren de befaamde messenvechters in Tremelo actief. Deze periode werd gekarakteriseerd door sociale onrust en harde werkomstandigheden voor de arbeiders, vooral in de textielindustrie. De arbeiders kampten met slechte leefomstandigheden en lage lonen, wat leidde tot conflicten. Arbeidersbewegingen streden voor sociale rechtvaardigheid, terwijl extreemrechtse groeperingen, zoals de Vlaamse Liga, zich tegen hen keerden. Groeperingen, zoals de "Bollen" uit de Bollo en de "Veulenkes" uit Veldonk, vochten bovendien om hun territorium, met straatgevechten en het gebruik van "patattenmessen". De autoriteiten stonden vaak machteloos en ondernamen weinig. Ondanks de gewelddadigheid blijft de herinnering aan deze gebeurtenissen onderdeel van de lokale geschiedenis en folklore van Tremelo. Tremelonaars worden soms nog steeds de bijnaam "messenvechters" gegeven.
In de 20ste eeuw ontwikkelde Tremelo zich verder, mede door de opkomst van buitenverblijven en campings in de omliggende bossen, die populair werden bij Brusselaars. Op 1 januari 1977 fuseerde Tremelo met Baal, hoewel de twee gemeenschappen weinig historische banden hadden. Het grootste deel van Baal behoorde tijdens het ancien régime tot Aarschot, een ander deel tot Betekom. Het voormalige kleine gehucht Tremelo is ten slotte uitgegroeid tot de grootste dorpskern en hoofdkern van de gemeente, waarbij de omliggende gehuchten een belangrijke rol spelen in de rijke geschiedenis en ontwikkeling ervan.

## Geografie en geologie

#### Situering
Tremelo bevindt zich in het uiterste noorden van de provincie Vlaams-Brabant. Desondanks behoort Tremelo als een van de zuidelijkste gemeenten nog steeds tot de Kempen. De Demer en Dijle stromen namelijk ten zuiden van de gemeente en het is deze riviervallei die vaak als scheiding wordt gezien tussen de Kempen (dominant zandig) en het Hageland (dominant zandleem). Het grootste deel van de gemeente behoort qua traditionele landschappen tot de Zuiderkempen, meer bepaald het Land van Keerbergen. De zuidelijkste gebieden van Tremelo behoren tot de Dijle- en Demervallei. Desondanks wordt de gemeente vaak ook bij het noordelijke deel van het Hageland gerekend, gezien de aanwezigheid van enkele typische kenmerken (zoals bijvoorbeeld de Balenberg, een getuigenheuvel). De exacte positie van de noordelijke grens van het Hageland en de zuidelijke grens van de Kempen vanuit een fysisch-geografisch standpunt blijft echter een discutabel punt. Tremelo bevindt zich echter op de grens tussen beide, maar neigt meer naar een Kempisch landschap.
In het zuiden stroomt de Laak als natuurlijke grens van de gemeente. Deze kleine stroom is een oude zijarm van de Demer, die bij Ninde in de Dijle uitmondt en waarna de verdere begrenzing van de gemeente met Haacht en Werchter (Rotselaar) samenloopt met de Dijle. De andere aangrenzende gemeenten zijn Keerbergen, Begijnendijk (Betekom) en Heist-op-den-Berg (Grootlo en Schriek). Verder stroomt nog het beekje de Raam door Tremelo.

### Deelgemeenten
De gemeente bestaat uit de deelgemeenten Tremelo en Baal. In de deelgemeente Tremelo bevinden zich nog het dorp Ninde en verschillende gehuchten, waaronder Bollo, Kruis, Veldonk en Geetsvondel.
| # | Naam    | Opp. (km²) | Inwoners (2020) | Inwoners per km² | NIS-code |
| - | ------- | ---------- | --------------- | ---------------- | -------- |
| 1 | Tremelo | 12,18      | 8.978           | 737              | 24109A   |
| 2 | Baal    | 9,73       | 5.935           | 610              | 24109B   |

#### Bodem
We vinden in de gemeente voornamelijk, naast sterk menselijk bewerkte bodems (plaggenbodems of anthrosols) zand- tot zandleembodems (podzols en albeluvisols). De dominante textuurklasse van de bodems in Tremelo is lemig zand (textuurklasse S). Dit zijn bodems die dominant uit zand bestaan met een kleine lemige (of eventueel kleiige) bijmenging. Dicht bij de rivieren in het zuiden en rond de Vrouwvliet/Raambeek vindt men alluviale gronden met kleien zonder profielontwikkeling (p). In andere lage delen van de gemeente domineren moerassige en veenachtige gronden, zoals De Meren op de grens met Begijnendijk. Op de Balenberg zijn de bodems ontwikkeld op tertiair materiaal van de Formatie van Diest (ZAfe en EDx).

#### Reliëf
De topografische aspecten van de gemeenten zijn eerder beperkt (vlakke Zuiderkempen): Tremelo kent een vlak tot zeer zacht golvend reliëf met een gemiddelde hoogte van 13 meter boven de zeespiegel, enkel in het oosten vormt de Balenberg (tot 45 meter) een opvallend steile helling in het omringende landschap. We vinden ook een relatief groot gebied terug met stuifzandruggen, dit zijn rivierduinen die opgewaaid zijn uit de drooggevallen bedding van Demer en Dijle tijdens het Laat-Glaciaal en iets hoger gelegen gebieden vormen (bijvoorbeeld nabij de Kruisstraat). Deze duincomplexen lopen verder door in omringende gemeenten, zoals Keerbergen en Bonheiden. De laagste gebieden van de gemeente (rond 7 m TAW) vinden we in het zuidoosten, namelijk in de Laak- en Dijlevallei en rond de oude meander Blaasberg. Ook de vallei van de Vrouwvliet/Raambeek, dewelke ontspringt in Begijnendijk, vormt een duidelijk lager gedeelte in de gemeente.

#### Hydrografie

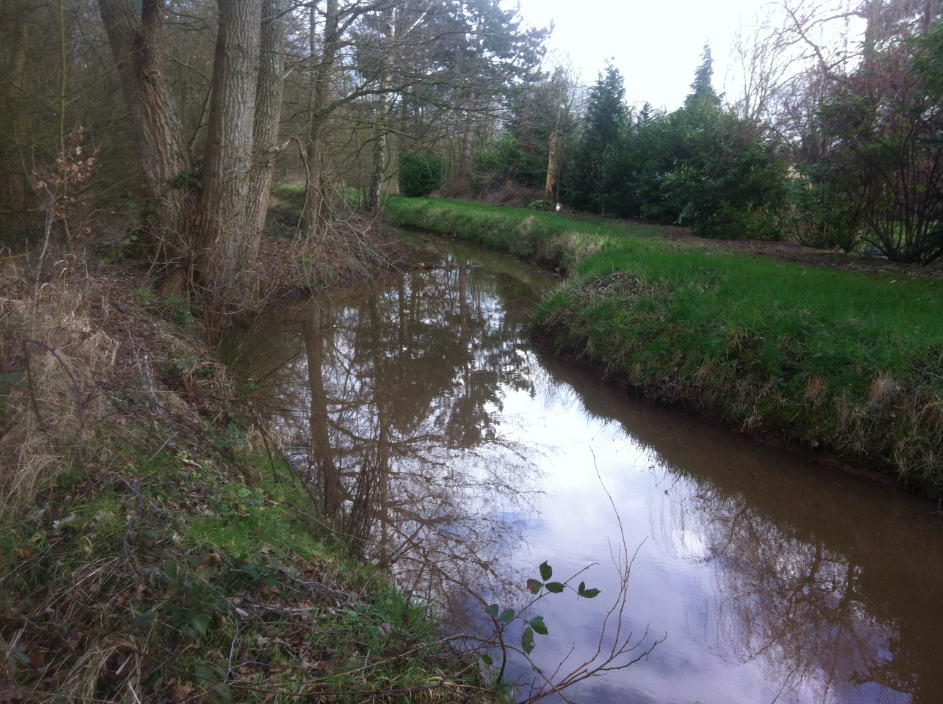
De Meerloop in het noordoosten van Baal (Tremelo).

De belangrijkste rivieren of waterlopen die binnen het grondgebied van Tremelo stromen zijn de Laak, de Dijle en de Meerloop/Raambeek/Vrouwvliet. De zuidelijke grens van de gemeente wordt grotendeels bepaald door de loop van de Laak. Waar de Laak in de Dijle vloeit, wordt de verdere begrenzing van de gemeente nog enkele honderdtallen meter door de Dijle gevormd.

#### Geologie en ondergrond
Onder de, vooral zandige, quartaire afzettingen vindt men vooral in het noorden en oosten van de gemeente op enkele meter diepte de ondoorlaatbare Formatie van Boom (een sterk gelaagde afwisseling van siltige klei en kleiig silt) en verder daaronder de formaties van Zelzate en Sint-Huibrechts-Hern (oud-mariene zanden en kleien) tot op zo'n 40 meter diepte. Meer naar het centrum toe komt onder de quartiare lagen de formatie van Bilzen (zand en kleilagen) als eerste tertiaire laag aan bod. In het zuiden en westen zijn dat de formatie van Zelzate en de formatie van Sint-Huibrechts-Hern. Enkel onder de Balenberg vindt men een geïsoleerde fractie van de Diestiaanzanden terug boven op de Boomse Klei.

## Bezienswaardigheden
- De Onze-Lieve-Vrouw van Bijstandkerk
- Het Kasteel Fonteyn

## Natuur en landschap
Tremelo ligt in de Zuiderkempen op een hoogte van 10-15 meter. Een groot deel van het bosgebied is verkaveld voor villabouw. Het belangrijkste natuurgebied is de Bolloheide.

## Demografische ontwikkeling

### Demografische evolutie voor de fusie
- Bronnen:NIS, Opm:1831 tot en met 1970=volkstellingen

### Demografische ontwikkeling van de fusiegemeente
Alle historische gegevens hebben betrekking op de huidige gemeente, inclusief deelgemeenten, zoals ontstaan na de fusie van 1 januari 1977.
- Bronnen:NIS, Opm:1831 tot en met 1981=volkstellingen; 1990 en later= inwonertal op 1 januari

| Inwoners van jaar tot jaar op 1 januari 1992 tot heden | Inwoners van jaar tot jaar op 1 januari 1992 tot heden | Inwoners van jaar tot jaar op 1 januari 1992 tot heden |
| jaar                                                   | Aantal                                                 | Evolutie: 1992=index 100                               |
| ------------------------------------------------------ | ------------------------------------------------------ | ------------------------------------------------------ |
| 1992                                                   | 11.793                                                 | 100,0                                                  |
| 1993                                                   | 12.025                                                 | 102,0                                                  |
| 1994                                                   | 12.252                                                 | 103,9                                                  |
| 1995                                                   | 12.413                                                 | 105,3                                                  |
| 1996                                                   | 12.607                                                 | 106,9                                                  |
| 1997                                                   | 12.844                                                 | 108,9                                                  |
| 1998                                                   | 13.050                                                 | 110,7                                                  |
| 1999                                                   | 13.132                                                 | 111,4                                                  |
| 2000                                                   | 13.339                                                 | 113,1                                                  |
| 2001                                                   | 13.453                                                 | 114,1                                                  |
| 2002                                                   | 13.538                                                 | 114,8                                                  |
| 2003                                                   | 13.601                                                 | 115,3                                                  |
| 2004                                                   | 13.617                                                 | 115,5                                                  |
| 2005                                                   | 13.650                                                 | 115,7                                                  |
| 2006                                                   | 13.725                                                 | 116,4                                                  |
| 2007                                                   | 13.904                                                 | 117,9                                                  |
| 2008                                                   | 14.051                                                 | 119,1                                                  |
| 2009                                                   | 14.284                                                 | 121,1                                                  |
| 2010                                                   | 14.367                                                 | 121,8                                                  |
| 2011                                                   | 14.576                                                 | 123,6                                                  |
| 2012                                                   | 14.679                                                 | 124,5                                                  |
| 2013                                                   | 14.778                                                 | 125,3                                                  |
| 2014                                                   | 14.776                                                 | 125,3                                                  |
| 2015                                                   | 14.751                                                 | 125,1                                                  |
| 2016                                                   | 14.733                                                 | 124,9                                                  |
| 2017                                                   | 14.756                                                 | 125,1                                                  |
| 2018                                                   | 14.842                                                 | 125,9                                                  |
| 2019                                                   | 14.914                                                 | 126,5                                                  |
| 2020                                                   | 14.917                                                 | 126,5                                                  |
| 2021                                                   | 15.008                                                 | 127,3                                                  |
| 2022                                                   | 15.190                                                 | 128,8                                                  |
| 2023                                                   | 15.338                                                 | 130,1                                                  |
| 2024                                                   | 15.417                                                 | 130,7                                                  |
| 2025                                                   | 15.418                                                 | 130,7                                                  |

## Politiek

#### 2024-2030
Burgemeester is Bert de Wit (CD&V). Hij leidt een coalitie bestaande uit CD&V en de lokale partij MGB. Samen vormen ze de meerderheid met 14 op 25 zetels.

### Resultaten gemeenteraadsverkiezingen sinds 1976
| Partij               | Partij                                 | 10-10-1976 | 10-10-1976 | 10-10-1982 | 10-10-1982 | 9-10-1988 | 9-10-1988 | 9-10-1994 | 9-10-1994 | 8-10-2000 | 8-10-2000 | 8-10-2006 | 8-10-2006 | 14-10-2012 | 14-10-2012 | 14-10-2018 | 14-10-2018 | 13-10-2024 | 13-10-2024 |
| Stemmen / Zetels     | Stemmen / Zetels                       | %          | 19         | %          | 21         | %         | 21        | %         | 21        | %         | 23        | %         | 23        | %          | 23         | %          | 23         | %          | 25         |
| -------------------- | -------------------------------------- | ---------- | ---------- | ---------- | ---------- | --------- | --------- | --------- | --------- | --------- | --------- | --------- | --------- | ---------- | ---------- | ---------- | ---------- | ---------- | ---------- |
|                      | SP1/ sp.a2/ sp.a-GroenA/ Vooruit3      | 26,251     | 5          | 32,041     | 7          | 31,941    | 7         | 34,721    | 7         | 27,881    | 8         | 21,662    | 5         | 17,73A     | 4          | 8,92       | 1          | 7,43       | 1          |
|                      | Agalev1/ Groen!2/ sp.a-GroenA/ Groen3  | -          |            | -          |            | -         |           | -         |           | 5,021     | 0         | 4,272     | 0         | 17,73A     | 4          | 10,73      | 2          | 7,33       | 1          |
|                      | PVV1/ VLD2/ Open Vld3/ TremeloBaal.nu4 | -          |            | -          |            | 22,971    | 5         | 30,372    | 6         | 26,522    | 7         | 26,782    | 7         | 27,343     | 7          | 25,43      | 7          | 16,64      | 5          |
|                      | CVP1/ CD&V2                            | 30,021     | 7          | 31,671     | 6          | 32,381    | 7         | 34,91     | 8         | 21,181    | 6         | 29,462    | 8         | 26,772     | 6          | 30,72      | 8          | 29,42      | 9          |
|                      | VU1/ N-VA2                             | 6,561      | 0          | -          |            | -         |           | -         |           | -         |           | 3,102     | 0         | 20,722     | 5          | 13,62      | 3          | 7,52       | 1          |
|                      | Vlaams Blok1/ Vlaams Belang2           | -          |            | -          |            | -         |           | -         |           | 8,41      | 1         | 14,722    | 3         | 7,442      | 1          | 10,62      | 2          | 12,62      | 3          |
|                      | MGB1                                   | -          |            | -          |            | -         |           | -         |           | -         |           | -         |           | -          |            | -          |            | 19,31      | 5          |
|                      | D.N.A.                                 | -          |            | -          |            | -         |           | -         |           | 8,63      | 1         | -         |           | -          |            | -          |            | -          |            |
|                      | TBBV                                   | 26,94      | 6          | 36,29      | 8          | 12,71     | 2         | -         |           | -         |           | -         |           | -          |            | -          |            | -          |            |
|                      | V D Burg                               | 10,24      | 1          | -          |            | -         |           | -         |           | -         |           | -         |           | -          |            | -          |            | -          |            |
| Anderen(*)           | Anderen(*)                             | -          |            | -          |            | -         |           | -         |           | 2,38      | 0         |           |           | -          |            | -          |            | -          |            |
| Totaal stemmen       | Totaal stemmen                         | 6299       | 6299       | 7388       | 7388       | 8206      | 8206      | 8846      | 8846      | 9554      | 9554      | 10056     | 10056     | 10635      | 10635      | 10951      | 10951      | 7790       | 7790       |
| Opkomst %            | Opkomst %                              |            |            |            |            | 94,43     | 94,43     | 93,2      | 93,2      | 92,24     | 92,24     | 93,28     | 93,28     | 91,43      | 91,43      | 92,2       | 92,2       | 62,6       | 62,6       |
| Blanco en ongeldig % | Blanco en ongeldig %                   | 3,22       | 3,22       | 4,99       | 4,99       | 4,98      | 4,98      | 6,47      | 6,47      | 4,26      | 4,26      | 4,61      | 4,61      | 3,25       | 3,25       | 3,1        | 3,1        | 0,4        | 0,4        |

De zetels van de gevormde coalitie staan vetjes afgedrukt. De grootste partij is in kleur.
(*) 2000: Vivant (2,38%)

## Stedenbanden
- Honolulu (Verenigde Staten)

## Nabijgelegen kernen
Keerbergen, Werchter, Baal, Grootlo